# Pleasant Hill, North Carolina
Pleasant Hill är en ort i Wilkes County i delstaten North Carolina, USA.